# Ponte Carlo Alberto
II ponte Carlo Alberto (in francese pont Charles-Albert) è un ponte edificato sul fiume Var che collega Gilette alla RN 202 e a Saint-Martin-du-Var sulla RN 209.

## Descrizione
L'opera, intitolata al re di Sardegna Carlo Alberto, venne edificata nel 1852.
Fino al 15 marzo 1860, data della storica cessione da parte del Regno di Sardegna della Savoia e di Nizza, il ponte fungeva da confine di stato tra Regno di Sardegna (Contea di Nizza) e la Francia (Dipartimento del Var).
Sul lato sardo del ponte c'era una piccola caserma di dogana dei Carabinieri Reali mentre sul lato francese aveva sede una caserma della Gendarmeria, entrambe furono smantellate dai francesi nell'aprile 1860.
Per convenzione, il corso d'acqua del fiume Var segna l'estremo confine occidentale della regione geografica italiana.